# Centre hospitalier de Seclin
Le centre hospitalier de Seclin a été fondé en 1246 par Marguerite II de Flandre. Le centre est présidé par le maire de Seclin et est vice-présidé par le docteur Roger Pratz[Quand ?][réf. souhaitée].